# تاحبوست
تاحبوست هو دُوَّار مغربي يقع بجماعة أمسكروض، عمالة أكادير إدا وتنان، جهة سوس ماسة وسط المملكة المغربية. ينتمي الدوّار لمشيخة تورار التي تضم 8 دواوير. يبلغ عدد سكان دوار تاحبوست 215 نسمة ويصل عدد الأسر إلى 34 أسرة حسب إحصاء 2004.

## روابط خارجية
- البوابة الوطنية للجماعات الترابية نسخة محفوظة 12 مارس 2018 على موقع واي باك مشين.
- المندوبية السامية للتخطيط